# Karl Friedrich August Rammelsberg
Karl Friedrich August Rammelsberg (1 de abril de 1813 - 28 de diciembre de 1899) fue un mineralogista y químico alemán. Estudió química y mineralogía en la Universidad de Berlín, destacando por realizar múltiples análisis de minerales, así como estudios de cristalografía y de metalurgia. En 1837 presentó su tesis de graduación sobre el cianógeno,  en 1841 obtuvo un puesto de Privatdozent en la  Universidad de Berlín y en 1845 la plaza de profesor asociado. En 1855 fue elegido miembro de la Academia de Ciencias de Berlín. Ese mismo año publicó la primera edición del libro Handbuch der Krystallographischen Chemie. 
Fue un autor prolífico de libros científicos, publicando, entre otros, Handwörterbuch des chemischen Teils der Mineralogie (1841), que fue complementando mediante cinco apéndices, publicados a lo largo de doce años. En 1860 publicó una nueva edición, con el título de  Handbuch der Mineralchemie (1860), que también fue continuada mediante suplementos, hasta 1895.  También publicó un tratado de metalurgia, Lehrbuch der chemischen Metallurgie (1850). En el campo de la cristalografía, publicó el libro Handbuch der Krystallographisch-physikatischen Chemie, en dos volúmenes, en 1881 y 1882. Fue el primer científico, tras el propio Mendeleyev, que incluyó su tabla periódica en un libro, la tercera edición, publicada en Berlín en 1873, de su tratado de química titulado Grundriss der chemie gemäss den neueren Ansichten.
En el campo de la mineralogía, realizó su primer trabajo analizando la composición de la berthierita, publicado en 1837. Describió como especies nuevas la magnesioferrita y la taquihidrita. El mineral rammelsbergita recibió ese nombre en su honor. Su extensa colección personal de minerales fue adquirida en 1879 por la Universidad Humboldt de Berlín. En 2009, esta colección pasó al Museum für Naturkunde, Museo de Historia Natural de Berlín. 